# Martin Heinrich Klaproth

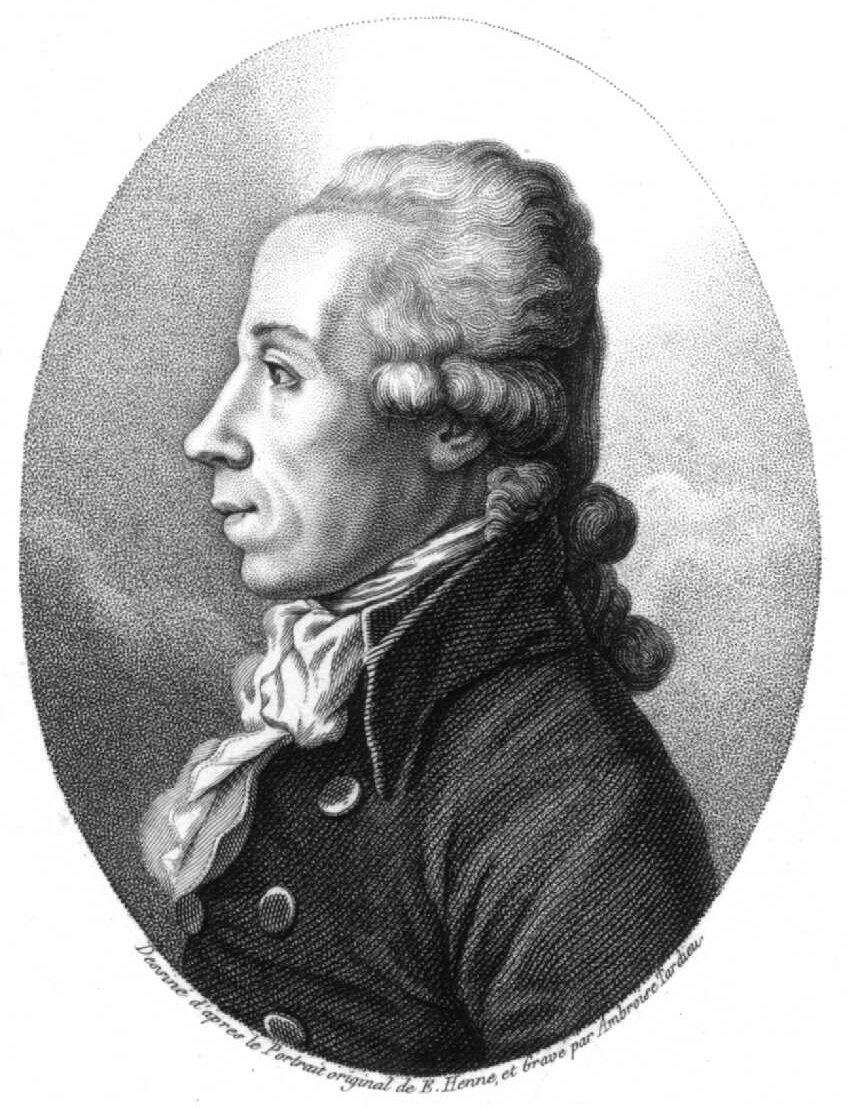
Martin Heinrich Klaproth

Martin Heinrich Klaproth (* 1. Dezember 1743 in Wernigerode; † 1. Januar 1817 in Berlin) war ein deutscher Chemiker.
Klaproth entdeckte die Elemente Uran, Zirconium und Cer. Die Entdeckung der Elemente Titan, Tellur (erste Darstellung) sowie Strontium (parallel mit Hope) konnte er verifizieren. Als einer der angesehensten Chemiker seiner Zeit beeinflusste er das chemische Denken in Deutschland. Die Abwendung von der Phlogistontheorie und die Akzeptanz der Oxidationstheorie von Antoine Laurent de Lavoisier unterstützte er nach entsprechenden Versuchen (1792).
Neben Joseph Louis Proust war Klaproth der Analytiker in der Zeit vor Jöns Jacob Berzelius. Klaproth führte die Waage als analytisches Standardinstrument ein. Gepaart mit präziser Versuchsdurchführung, kreativem Vorgehen in den Trennungsgängen und genauer Angabe der Untersuchungsergebnisse machte er sich besonders um die analytischen Verfahren verdient. In der Gravimetrie führte er die Regel Trocknen bis zur Gewichtskonstanz ein.

## Leben

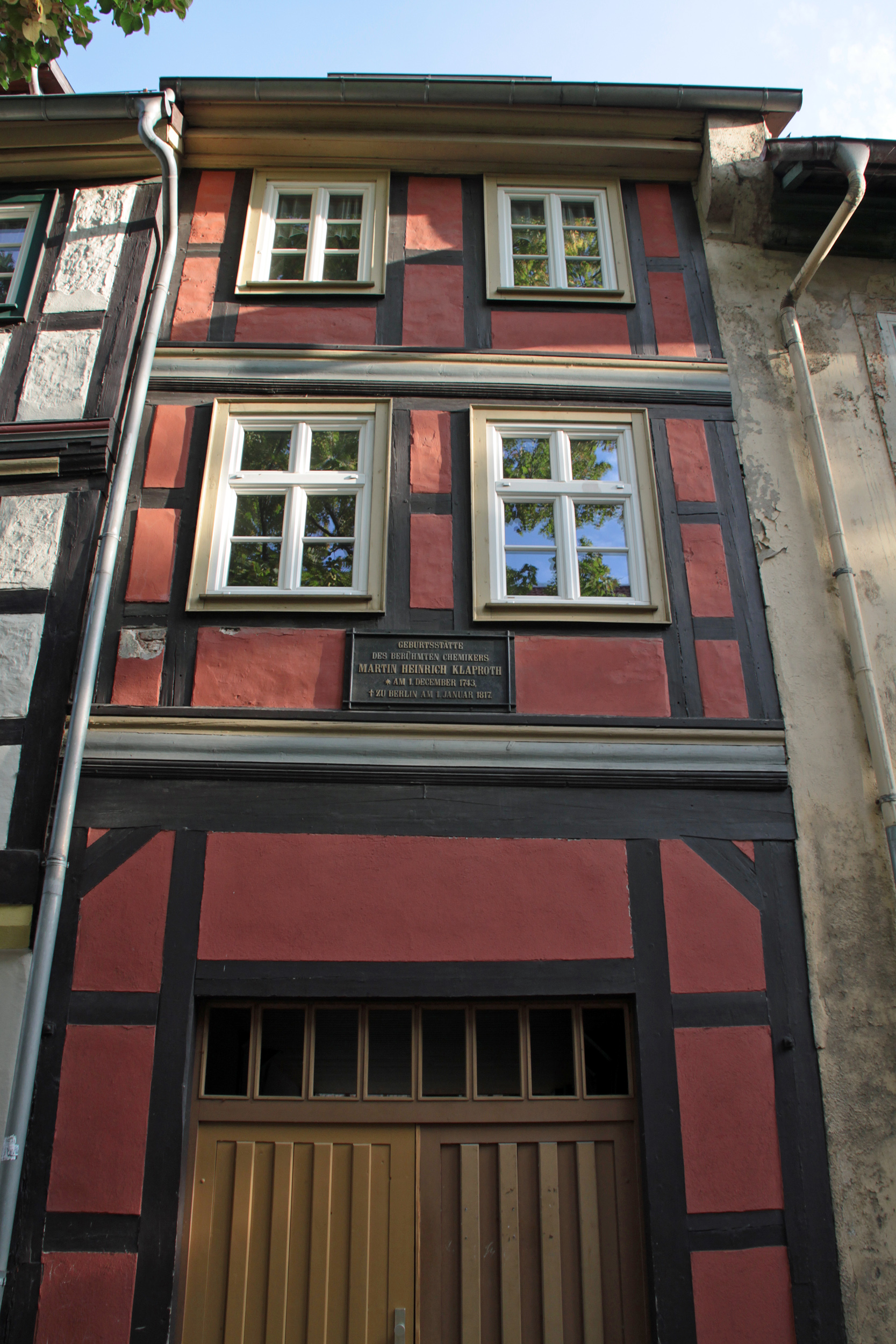
Klaproths Geburtshaus in Wernigerode (Harz)

Martin Heinrich Klaproth wurde als zweiter Sohn von Johann Julius Klaproth, einem armen Schneider in Wernigerode, geboren.
Nach dem Besuch der Stadtschule zu Wernigerode arbeitete Klaproth sechs Jahre in der Ratsapotheke in Quedlinburg. Zwischen 1766 und 1771 war er Gehilfe in verschiedenen Apotheken in Hannover (Hofapotheke), Berlin (Engel-Apotheke, Mohrenstraße) und Danzig (Ratsapotheke). Während seines Aufenthaltes in Berlin bildete er sich bei den Chemikern Johann Heinrich Pott und Andreas Sigismund Marggraf weiter.
1771 kehrte er aus Danzig nach Berlin zurück und arbeitete in der Apotheke Zum weißen Schwan von Valentin Rose dem Älteren, mit dem er sich anfreundete. Als Rose kurze Zeit darauf verstarb, führte Klaproth die Apotheke weiter und übernahm die Erziehung der vier Kinder seines Arbeitgebers, darunter Valentin Rose dem Jüngeren. Zur Durchführung experimenteller Untersuchungen richtete er sich ein Laboratorium ein. Von 1771 bis Ende März 1772 arbeitete Wernhard Huber als Gehilfe unter Klaproth.
1789 isolierte Klaproth Uran aus dem Mineral Pechblende. Er benannte das von ihm entdeckte Element nach dem Planeten Uranus (und somit indirekt nach dem griechischen Himmelsgott Uranos), der acht Jahre zuvor (1781) von Friedrich Wilhelm Herschel entdeckt worden war.
Nach seiner Heirat mit der vermögenden Christiane Sophie Lehmann, einer Nichte des Chemikers Andreas Sigismund Marggraf, erwarb er 1780 die Bären-Apotheke in Berlin, die sich bis zu seinem Weggang 1800 eines guten Rufes erfreute.
Danach arbeitete Klaproth als ordentlicher Chemiker an der Akademie der Wissenschaften und als Nachfolger von Franz Carl Achard. Nebenamtlich wirkte er seit 1787 als Professor der Chemie an der Berliner Artillerieschule, als Dozent am Collegium medico-chirurgicum und als Lehrer des Berg- und Hütteninstitutes. Zu Beginn der 1790er Jahre unternahm Klaproth gemeinsam mit Alexander von Humboldt Experimente.
In den Jahren von 1795 bis 1815 gab er sechs Bände seiner „Beiträge zur chemischen Kenntnis der Mineralkörper“ heraus; der Mineralienanalyse galt seine ganz besondere Vorliebe. Auch der Bestimmung des Silber-, Kupfer-, Zinkgehaltes von Metallen, Münzen und der Glasanalyse galt Klaproths Interesse. Ferner entwickelte er ein Aufschlussverfahren für Silikate (Eindampfen mit Kalilauge, Schmelzen im Silbertiegel). Er fand Phosphate im Harn, klärte die Zusammensetzung von Alaun, Apatit auf, analysierte Rotkupfererz, Gelbbleierz, Aragonit, Lepidolith, Dolomit, Smaragd, Topas, Granat und Titanit.

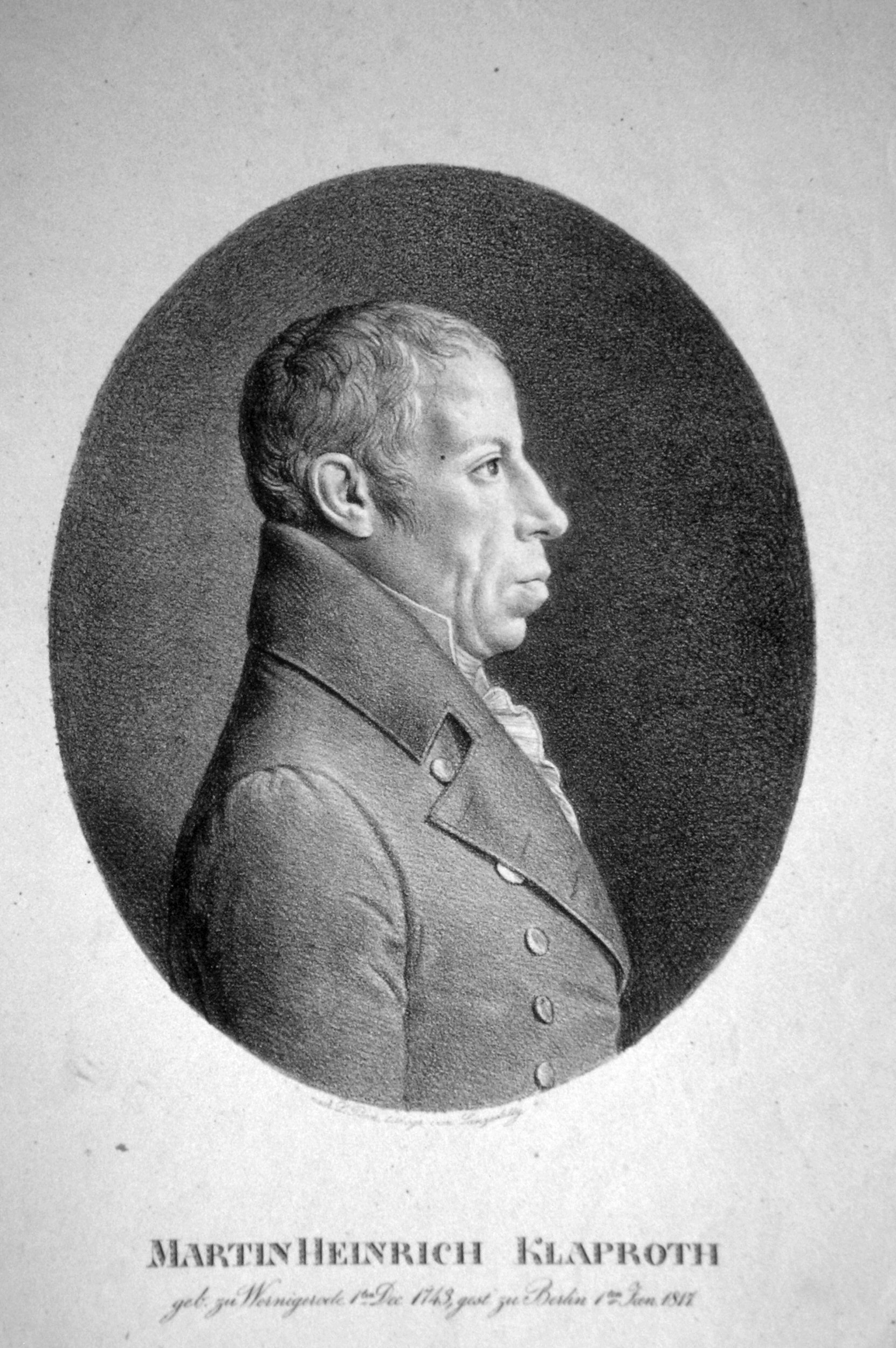
Martin Heinrich Klaproth, Lithographie von Josef Lanzedelli d. Ä. nach L. Posch

Er beschrieb als erster eine Reihe von noch nicht bekannten oder unrichtig eingeordneten Verbindungen und führte neue präzise qualitative und quantitative Analysen aus. Er gab präzise Versuchsbeschreibungen, die auch Angaben über mögliche Fehlerquellen enthielten, was seinerzeit noch nicht allgemein üblich war. Nebenher trug er eine immense Mineraliensammlung zusammen, die am Ende seines Lebens 4828 Stücke umfasste und nach seinem Tod von der Berliner Universität angekauft wurde und sich heute im Berliner Museum für Naturkunde befindet.
1810 erhielt er auf Vorschlag Alexander von Humboldts eine Berufung als Professor der Chemie an die neu gegründete Berliner Universität. Als Nachfolger auf dem Lehrstuhl der Chemie wurde Jöns Jacob Berzelius vorgeschlagen, der aber den Ruf ablehnte und statt seiner den jungen Eilhard Mitscherlich vorschlug. Seit 1805 war er Ehrenmitglied der Russischen Akademie der Wissenschaften in St. Petersburg. 1815 wurde er zum auswärtigen Mitglied der Göttinger Akademie der Wissenschaften gewählt.
Im Jahre 1776 wurde Klaproth Freimaurer und in die Berliner Freimaurerloge „Zur Eintracht“ aufgenommen.
Er bekleidete in der preußischen Großloge „Zu den drei Weltkugeln“ das Amt des „National-Großmeisters“. In den 1780er Jahren stand die Loge unter dem starken Einfluss von Rosenkreuzern, die an die Transmutation von Metallen glaubten und für die Erlangung höherer Grade alchemistische Experimente vorschrieben. Als man Klaproth bei einem solchen Versuch 1787 für die Erreichung des neunten Grades um Rat fragte, warnte er den Prinzen Friedrich von Braunschweig, dabei würde die Gefahr bestehen, dass das bei ihm untergebrachte Labor in die Luft flöge, worauf dieser die praktische alchemistische Ausrichtung beendete und sein Labor abriss.
Am Neujahrstag 1817 verstarb Klaproth an einem Schlaganfall. Er wurde auf dem Dorotheenstädtischen Friedhof beigesetzt. Die Grabstätte befindet sich in der Abteilung CAL, G2.

„Am 1. Januar starb zu Berlin Martin Heinrich Klaproth, königl. Obermedizinal- und Sanitätsrath, Ritter des rothen Adler-Ordens dritter Klasse, Mitglied der Akademie der Wissenschaften und der Akademie der Künste in Berlin, des Instituts in Paris, und mehrerer Akademien und gelehrten Gesellschaften in- und ausserhalb Deutschlands, königl. Professor etc. etc, und wurde am 3. begraben; seine Leiche begleiteten in 33 Kutschen die vorzüglichsten Gelehrten und edelsten Männer Berlins […]. Unermüdet in seinen Untersuchungen, und nur dann befriedigt, wenn seine Experimente die allerletzte Probe bestanden hatten, hat er die Chemie mit Entdeckungen und Schätzen bereichert, die ihn unvergeßlich machen werden.“

Klaproths Sohn Julius Klaproth betätigte sich gegen den Willen des Vaters als Orientalist und Forschungsreisender. Seine Tochter Johanna Wilhelmine war mit dem Bergrat Heinrich Carl Wilhelm Abich verheiratet. Der Mineraloge, Geologe und Forschungsreisende Hermann von Abich war sein Enkel.
Der Mondkrater Klaproth ist nach ihm benannt.

## Leistungen

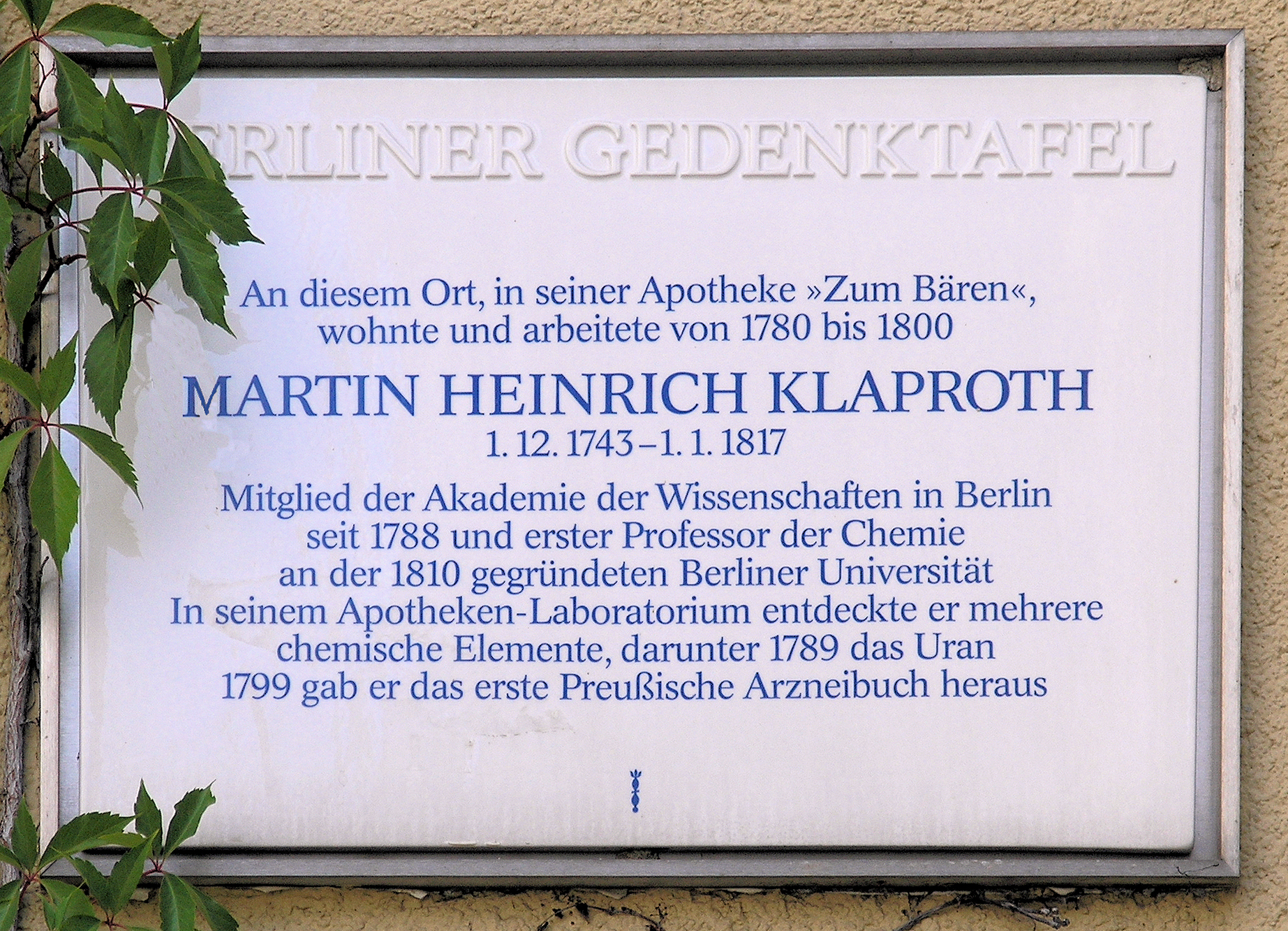
Berliner Gedenktafel in Berlin-Mitte (Spandauer Straße 25)

- Entdeckung mehrerer chemischer Elemente
- Einfallsreicher Analytiker
- Mitherausgeber verschiedener Fachzeitschriften
- Entdeckung der Mellitsäure (Benzolhexacarbonsäure)
- Erstbeschreibung des Minerals Natrolith
- Phosphor als Verursacher der Kaltbrüchigkeit des Eisens (zusammen mit Meyer)
- Kalkspat und Aragonit haben gleiche Zusammensetzung (Dimorphie)
- Bariumnitrat als Aufschlussmittel in der Analyse der Silikate

## Schriften

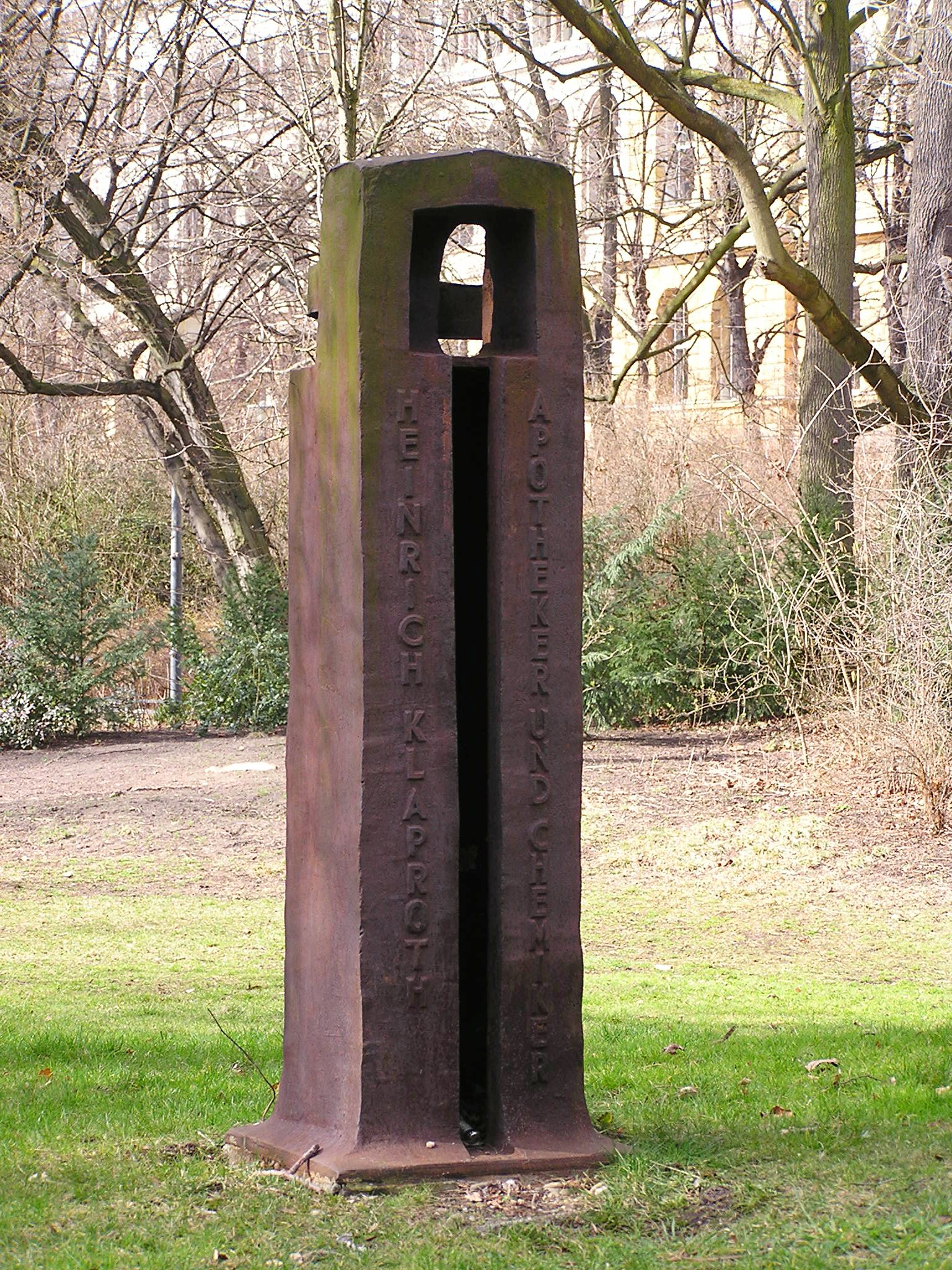
Gedenkstele (1996) von Ralf Sander auf dem Campus der TU Berlin

- Chemische Untersuchung der Mineralquellen zu Carlsbad. Berlin 1790 (Digitalisat der Universitätsbibliothek Kiel)
- Beiträge zur chemischen Kenntnis der Mineralkörper, (6 Bände), Berlin 1795–1815.  Digitalisierte Ausgabe der Universitäts- und Landesbibliothek Düsseldorf, Bände 1; 2; 3; 4; 5
- Chemische Abhandlungen gemischten Inhalts. Nicolai, Berlin [u. a.] 1815 Digitalisierte Ausgabe der Universitäts- und Landesbibliothek Düsseldorf
- Chemisches Wörterbuch, zusammen mit Wolff, (5 Bände), 1807–1810 (Digitalisat)
  - 1. A–D. 1807
  - 2. E–J. 1807
  - 3. K–O. 1808
  - 4. P–Sch. 1809
  - 5. Se–Z. 1810
  - Suppl. 1. 1816
  - Suppl. 2. 1816
  - Suppl. 3. 1817
  - Suppl. 4. 1819
- Neuausgabe des Handbuchs der Chemie von Friedrich Albrecht Carl Gren

## Vorlesungsmitschriften
- Vorlesungen über die Experimental-Chemie: nach einer Abschrift aus dem Jahre 1789, bearbeitet und herausgegeben von Rüdiger Stolz, Berlin-Charlottenburg. Verlag für Wissenschafts- und Regionalgeschichte Engel, 1993, ISBN 3-929134-02-0.
- Chemie: nach der Abschrift von Stephan Friedrich Barez, Winter 1807/08, bearbeitet und herausgegeben von Brita Engel. Verlag für Wissenschafts- und Regionalgeschichte Engel, Berlin 1994, ISBN 3-929134-03-9.
- Chemie: nach der Abschrift von Arthur Schopenhauer nebst dessen Randbemerkungen, Winter 1811/12, bearbeitet und herausgegeben von Brita Engel, Berlin: Verlag für Wissenschafts- und Regionalgeschichte Engel 1993, ISBN 3-929134-04-7.

## Literatur

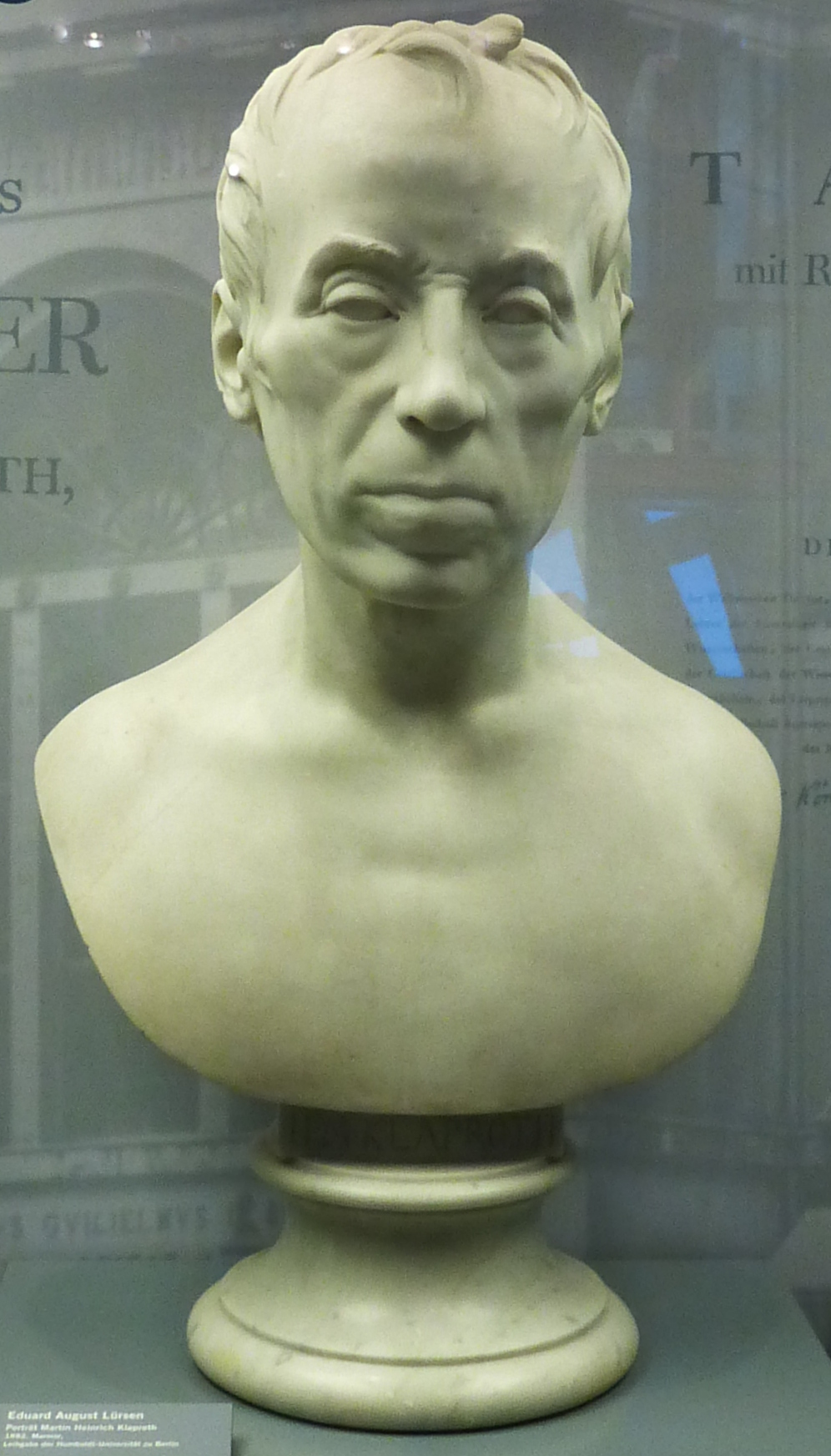
Marmorbüste von Eduard Lürssen (1882)